# Кирил VI (папа Александрійський)
Кирил VI (копт. Ⲡⲁⲡⲁ Ⲁⲃⲃⲁ Ⲕⲩⲣⲓⲗⲗⲟⲥ ⲋ̅; 2 серпня 1902 — 9 березня 1971) — 116-й папа (абба) Александрійський та патріарх усієї Африки при Святому Престолі Святого Марка у 1959—1971 роках. Він також був відомий як отець Міна Старший.

## Життєпис
Походив з коптської священицької родини середнього рангу. Син диякона. Народився 1902 року в Даманхурі, отримавши ім 'я Азер Юсеф Атта. Після закінчення середньої школи Азер працював у місті Александрії у транспортній компанії. У липні 1927 року він залишив державну службу, щоб стати ченцем. Він пройшов випробувальний термін і 24 лютого 1928 року чернечий постриг у монастирі Паромеос (аль-Барамосі), прийнявши ім'я Міни. 18 липня 1931 року він був висвячений у сан священика. За цим Міна закінчив богословський коледж у місті Хелуан.
Після того, як він допоміг вирішити конфлікт між настоятелем монастиря Паромеус і деякими його старшими ченцями, він попросив папу Іоана XIX жити в одному з вітряків у Старому Каїрі. Початок свого часу він провів у вітряку без дверей і без даху з любові до самоти. Потім на нього чинили тиск священики та «архонт» (заможні члени громади) сусідньої церкви, щоб він відремонтував вітряк, зробити його більш придатним для життя. На першому поверсі Міна проживав, а на верхньому поверсі він розмістив святилище з вівтарем, де молилися щоденні літургії. Він деякий час залишався у вітряному млині до свого переселення до монастиря святого Самуїла Сповідника. Після його смерті навколо вітряка збудували церкву.
У 1944 році був поставлений ігуменом монастиря Святого Самуїла Сповідника, який знаходиться у східній частині Західної пустелі поблизу Червоного моря. Там він зробив велику роботу з відновлення історичного ландшафту монастиря: розбудові центру монастиря в Ель-Заврі, реконструкції стародавніх церков монастиря та будівництві нових чернечих келій. У 1947 року побудував церкву Святого Міни в Каїрі.
10 травня 1959 року обирається папою Александрійським (відбувалося за жеребом із трьох раніше відібраних кандидатів). Відповідно до коптської церковної традиції був єдиним ченцем у XX ст. бути обраним на папство, не будучи спочатку єпископом чи митрополитом. На його інавгурації були присутні єгипетський президент Гамаль Абдель Насер, ефіопський імператор Хайле Селассіє I та делегати більшості інших церков. У листопаді того ж року він заклав перший камінь нового монастиря Святого Міни в біля Мар'ют. Невдовзі вступив в діалог з Всесвітньої ради церков.
В подальшому папа заснував 33 церкви в Каїрі та 10 в Александрії. Вперше в історії Коптської православної церкви він заснував коптські церкви в Азії (Кувейт), США (Нью-Джерсі, Каліфорнія), Канаді (Торонто, Монреаль) та Австралії (Сідней, Мельбурн). Керував багатомільйонною паствою безпосередньо. До нього ієрархія Коптської церкви та паства були роз'єднані. Багато молодих людей, спостерігаючи його скромний спосіб життя, були залучені в чернецтво та пастирство. Він приділяв особливу увагу студентам, підбадьорював їх під час екзаменаційних сесій. Було відкрито невдільні церкви (на ооснові західної системи освіти) в Каїрі, Ас'юті та Гізі.
У січні 1965 року очолив Комітет Східних Православних Церков в Аддіс-Абебі, перший нехалкидонський Вселенський синод цих церков. Під час цього синоду підніс Абуна Базиліоса, архієпископа Ефіопської православної церкви, до титулу патріарха-католікоса танадав церкві афтокефалію. На знак подяки був нагороджений ефіопським імператором великим кордоном зірки Соломона імператором
Папство Кирила також відзначило передбачувані явлення Діви Марії в Зейтуні у 1968—1971 роках. У 1968 році він побудував коптський православний собор Св. Марка в Абассеї, що став його резиденцією. У червні від папи римського Павла VI того ж року отримав мощі святого апостола Марка, які були вивезені з Александрії до Венеції понад 11 століть тому. Мощі були поховані під новозбудованим собором.
Помер 1971 року після нетривалої хвороби. Поховано в соборі Св. Марка в Аббассеї. Його наступником став Шенуда III.